# 長野県道146号南箕輪沢渡線

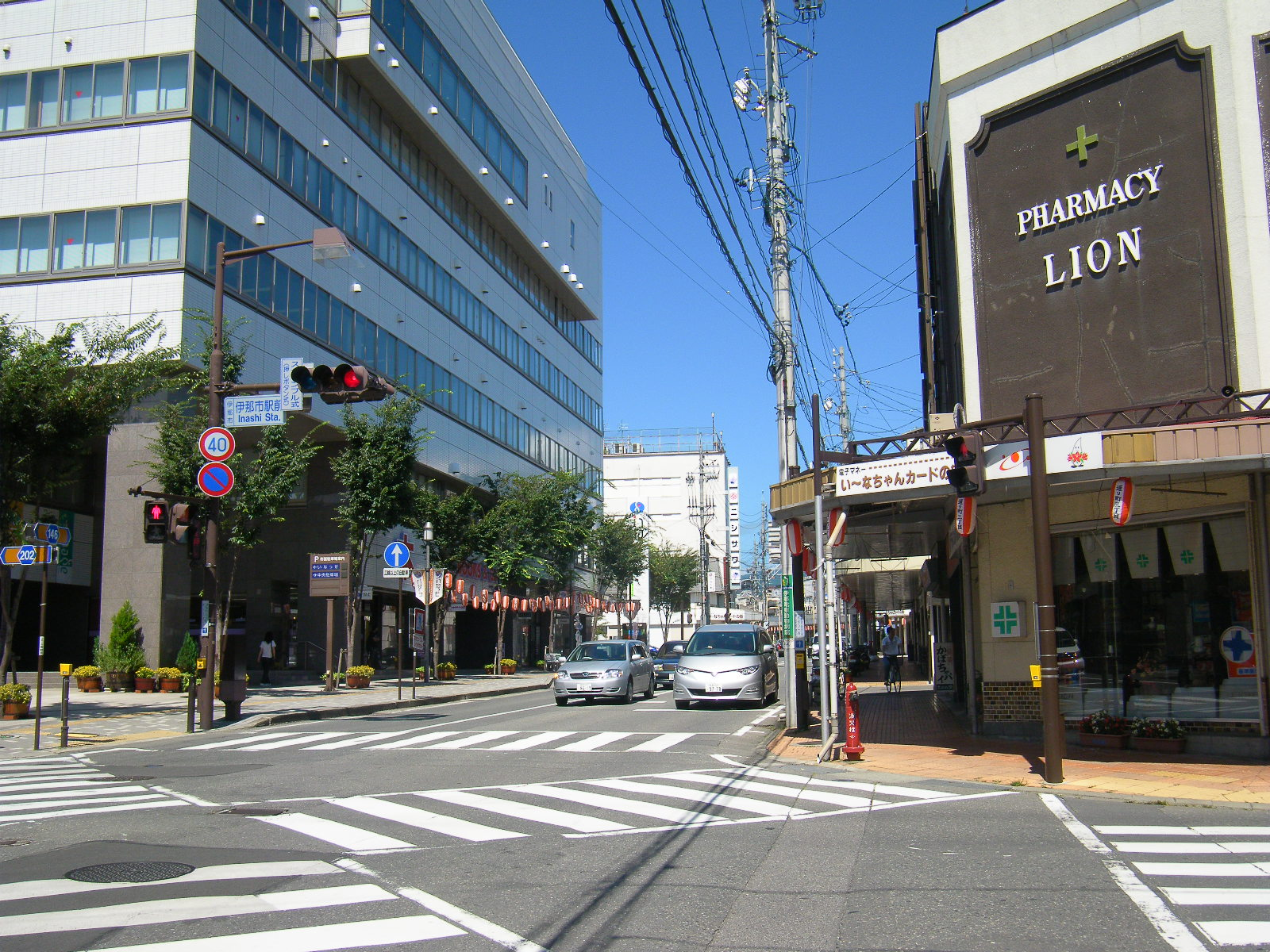
伊那市駅前交差点から北向き。左の建物がいなっせ（2009年）

長野県道146号南箕輪沢渡線（ながのけんどう146ごう みなみみのわさわんどせん）は長野県上伊那郡南箕輪村の国道153号神子柴（みこしば）交差点を起点とし、伊那市沢渡の国道153号沢渡交差点を終点とする一般県道である。

## 概要
1972年 (昭和47年) 3月に東側に位置する天竜川沿いに現在の国道が開通するまでは国道153号であった。
伊那市駅周辺では、通り町と呼ばれる。
市街地から南は車道が狭く、河岸段丘に沿って走るため湧水が道路に漏れ出ることがある。

## 路線データ
- 起点 : 長野県上伊那郡南箕輪村神子柴 (神子柴交差点、国道153号交点)
- 終点 : 長野県伊那市西春近沢渡 (沢渡交差点、同上)

## 交差する道路
- 長野県道87号伊那インター線 (伊那市御園交差点)
- 国道361号 (伊那市坂下入舟交差点)
- 長野県道202号伊那駒ヶ岳線 (伊那市駅前交差点)
- 長野県道208号伊那市停車場線 (同上)

## 周辺
- JR東海 飯田線 伊那北駅
- きたっせ
- 伊那郵便局
- JR東海 飯田線 伊那市駅
- いなっせ
- 伊那バスターミナル
- 伊那バス本社
- MEGAドン・キホーテUNY伊那店
- JR東海 飯田線 下島駅
- 伊那食品工業沢渡工場